# 神奈川県立総合教育センター
神奈川県立総合教育センター（かながわけんりつそうごうきょういくセンター、英語: Kanagawa Prefectural Integrated Education Center）は、神奈川県が設置する教育に関する研究及び教育関係職員の研修を行う機関である。

## 概要
神奈川県立総合教育センターは、教育関係職員の研修、教育に関する調査研究、教育相談及び特別支援学校における巡回診療を行うための組織である。

## 所在地
神奈川県藤沢市善行七丁目1番1号北緯35度21分37.2秒 東経139度28分39.2秒

## 沿革
- 1956年（昭和31年）10月 神奈川県立教育研究所設置条例により神奈川県立教育研究所を設置[2]
- 1964年（昭和39年）10月 神奈川県立教育センター条例により藤沢市善行に神奈川県立教育センターを設置[2]
- 1982年（昭和57年）4月 神奈川県立第二教育センター条例により藤沢市亀井野に神奈川県立第二教育センターを設置[2]
- 2002年（平成14年）4月 神奈川県立総合教育センター条例により神奈川県立教育センターと神奈川県立第二教育センターを統合して神奈川県立総合教育センターを設置[2]
- 2021年 (令和3年) 4月 旧善行庁舎および旧亀井野庁舎から新庁舎に機能移転、供用開始[2]

## 組織
- 管理課 - 人事・庶務、予算執行・決算　等
- 企画調整部
  - 企画調整課
    - 企画調整班 - センター事業の企画調整、外部機関との連絡調整　等
    - 教育課程調査班 - 教育課程調査

  - 広報情報課
    - 広報情報班 - センター事業の広報活動、ネットワーク管理　等
- 教育事業部
  - 研修研究企画課
    - 研修研究企画班 - 研修・研究に関する企画調整　等

  - 教育人材育成課
    - キャリア開発班 - 基本研修、採用予定者研修　等
    - キャリア推進班 - 基本研修、教育相談コーディネーター養成研修　等
    - マネジメント研修班 - 管理職研修、総括教諭等研修　等
- 教育支援部
  - 学校教育支援課
    - 学校支援班 - 各学校授業改善等支援　等
    - インクルーシブ教育支援班 - インクルーシブ教育の実践への支援　等

  - 教育相談課
    - 教育相談班 - 専門性の高い教育相談
- 体育指導センター
  - 指導研究課
    - 研修指導班 - 学校体育にかかる指導者研修の企画・実施
    - 授業研究班 - 学校体育にかかる調査・研究